# Distretto di Sidi Bel Abbes
Il distretto di Sidi Bel Abbes è un distretto della provincia di Sidi Bel Abbes, in Algeria.

## Comuni
Il distretto di Sidi Bel Abbès comprende 1 comune:
- Sidi Bel Abbes